# National Basketball Association 1949-1950
La stagione della National Basketball Association 1949-1950 fu ufficialmente la 4ª della storia. In realtà, questa è la prima stagione in cui la lega è ufficialmente chiamata National Basketball Association (NBA) dopo la fusione tra la National Basketball League (NBL) e la Basketball Association of America (BAA).
Il campionato finì con la vittoria dei Minneapolis Lakers, che si imposero per 4 partite a 2 contro i Syracuse Nationals, nelle finali NBA.

## Squadre partecipanti
- Anderson Packers
- Baltimore Bullets
- Boston Celtics
- Chicago Stags
- Denver Nuggets
- Ft. Wayne Pistons
- Ind. Olympians
- Minneapolis Lakers
- N.Y. Knicks

- Philad. Warriors
- Rochester Royals
- Sheb. Red Skins
- St. Louis Bombers
- Syracuse Nationals
- Tri-Cit. Blackhawks
- Wash. Capitols
- Waterloo Hawks

## Classifica finale

### Eastern Division
| Squadra               | V  | P  | %    | GB |
| --------------------- | -- | -- | ---- | -- |
| Syracuse Nationals    | 51 | 13 | 79,7 | -  |
| New York Knicks       | 40 | 28 | 58,8 | 13 |
| Washington Capitols   | 32 | 36 | 47,1 | 21 |
| Philadelphia Warriors | 26 | 42 | 38,2 | 27 |
| Baltimore Bullets     | 25 | 43 | 36,8 | 28 |
| Boston Celtics        | 22 | 46 | 32,4 | 31 |

### Central Division
| Squadra              | V  | P  | %    | GB |
| -------------------- | -- | -- | ---- | -- |
| Minneapolis Lakers C | 51 | 17 | 75,0 | -  |
| Rochester Royals     | 51 | 17 | 75,0 | -  |
| Chicago Stags        | 40 | 28 | 58,8 | 11 |
| Fort Wayne Pistons   | 40 | 28 | 58,8 | 11 |
| St. Louis Bombers    | 26 | 42 | 38,2 | 25 |

### Western Division
| Squadra                | V  | P  | %    | GB |
| ---------------------- | -- | -- | ---- | -- |
| Indianapolis Olympians | 39 | 25 | 60,9 | -  |
| Anderson Packers       | 37 | 27 | 57,8 | 2  |
| Tri-Cities Blackhawks  | 29 | 35 | 45,3 | 10 |
| Sheboygan Red Skins    | 22 | 40 | 35,5 | 16 |
| Waterloo Hawks         | 19 | 43 | 30,6 | 19 |
| Denver Nuggets         | 11 | 51 | 17,7 | 27 |

## Vincitore
| Campione NBA 1949-1950         |
| ------------------------------ |
| Minneapolis Lakers (2º titolo) |

## Statistiche
| Categoria | Giocatore     | Squadra            | Stat  |
| --------- | ------------- | ------------------ | ----- |
| Punti     | George Mikan  | Minneapolis Lakers | 1.865 |
| Assist    | Dick McGuire  | N.Y. Knicks        | 386   |
| FG%       | Alex Groza    | Ind. Olympians     | 47,8  |
| FT%       | Max Zaslofsky | Chicago Stags      | 84,3  |

## Premi NBA
- All-NBA First Team:
  - George Mikan, Minneapolis Lakers
  - Jim Pollard, Minneapolis Lakers
  - Alex Groza, Indianapolis Olympians
  - Bob Davies, Rochester Royals
  - Max Zaslofsky, Chicago Stags
- All-NBA Second Team:
  - Frankie Brian, Anderson Packers
  - Fred Schaus, Fort Wayne Pistons
  - Dolph Schayes, Syracuse Nationals
  - Al Cervi, Syracuse Nationals
  - Ralph Beard, Indianapolis Olympians